# Resolució 1691 del Consell de Seguretat de les Nacions Unides
La Resolució 1691 del Consell de Seguretat de les Nacions Unides fou aprovada sense votació el 22 de juny de 2006, després d'haver examinat la petició de la República de Montenegro per poder ser membre de les Nacions Unides. En aquesta resolució, el Consell va recomanar a l'Assemblea General l'acceptació de Montenegro com a membre.